# Великое шествие метеоров 1913 года
Великая метеорная процессия 1913 года (англ. 1913 Great Meteor Procession) — протяженная цепочка ярких болидов с пологой траекторией и небольшой скоростью движения. Предположительно, метеорная процессия 9 февраля 1913 года представляла собой разрушение в атмосфере естественного спутника Земли, который какой-то период времени находился на околополярной орбите около планеты.
Об этом метеорном явлении сообщалось из мест по всей Канаде, северо-востоку США и Бермудских островов, а также со многих кораблей в море, в том числе восьми у побережья Бразилии, что дает общую зарегистрированную длину пути более 11 000 км. Позднее, в том же году, наблюдения были подробно проанализированы астрономом Кларенсом Чантом, который пришёл к выводу, что, поскольку не было видимого радианта и поскольку все отчеты располагались по дуге большого круга, то источником события был небольшой недолговечный естественный спутник Земли.